# Dronero
Dronero (piemontiul: Droné, okcitánul: Drounier) település Olaszországban, Piemont régióban, Cuneo megyében. Lakosainak száma 6986 fő (2023. január 1.). Dronero Busca, Caraglio, Castelmagno, Montemale di Cuneo, Monterosso Grana, Pradleves, San Damiano Macra, Villar San Costanzo, Cartignano és Roccabruna községekkel határos.

## Népesség
A település lakossága az elmúlt években az alábbi módon változott:

## Képek

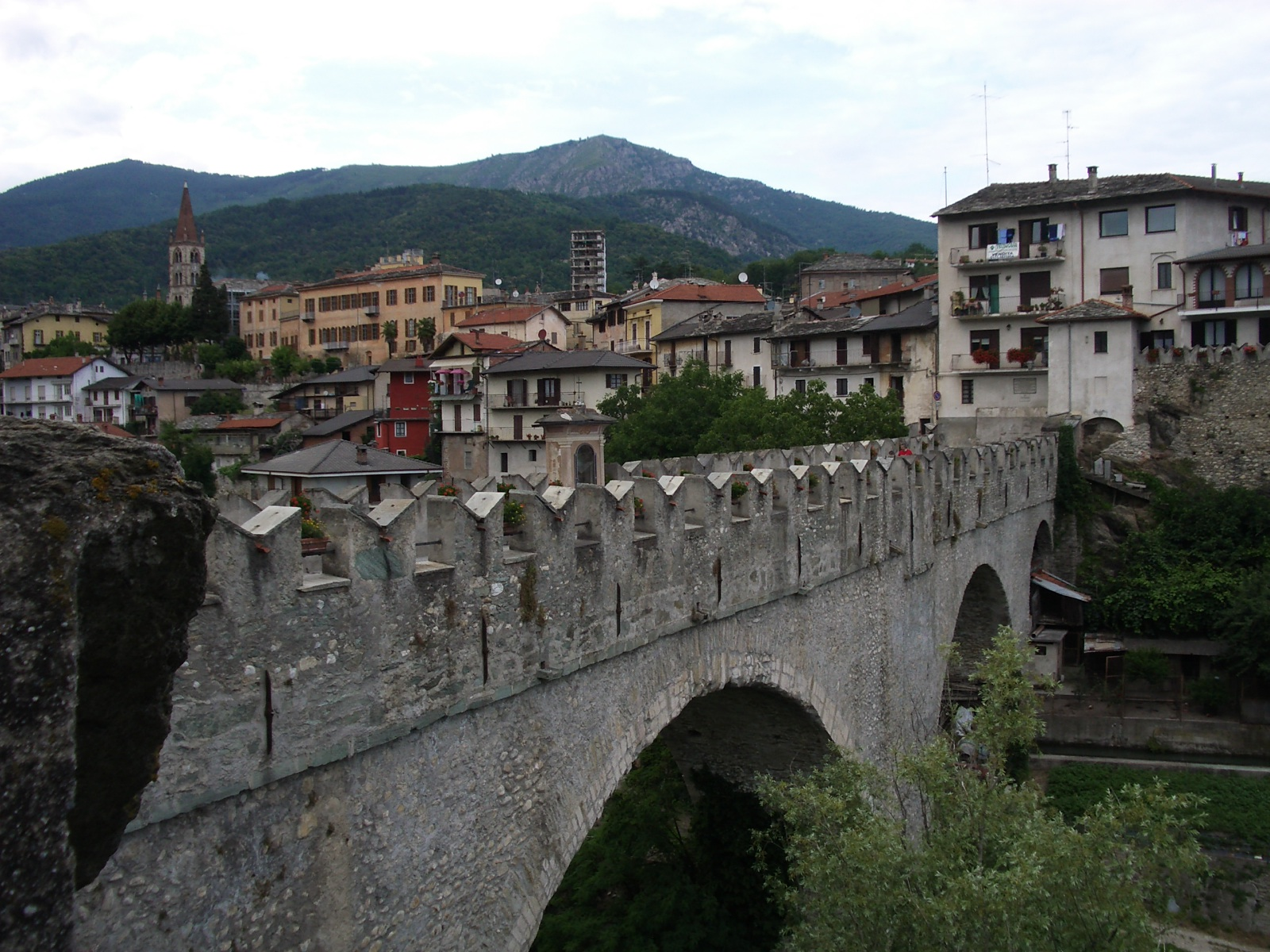
Panoráma
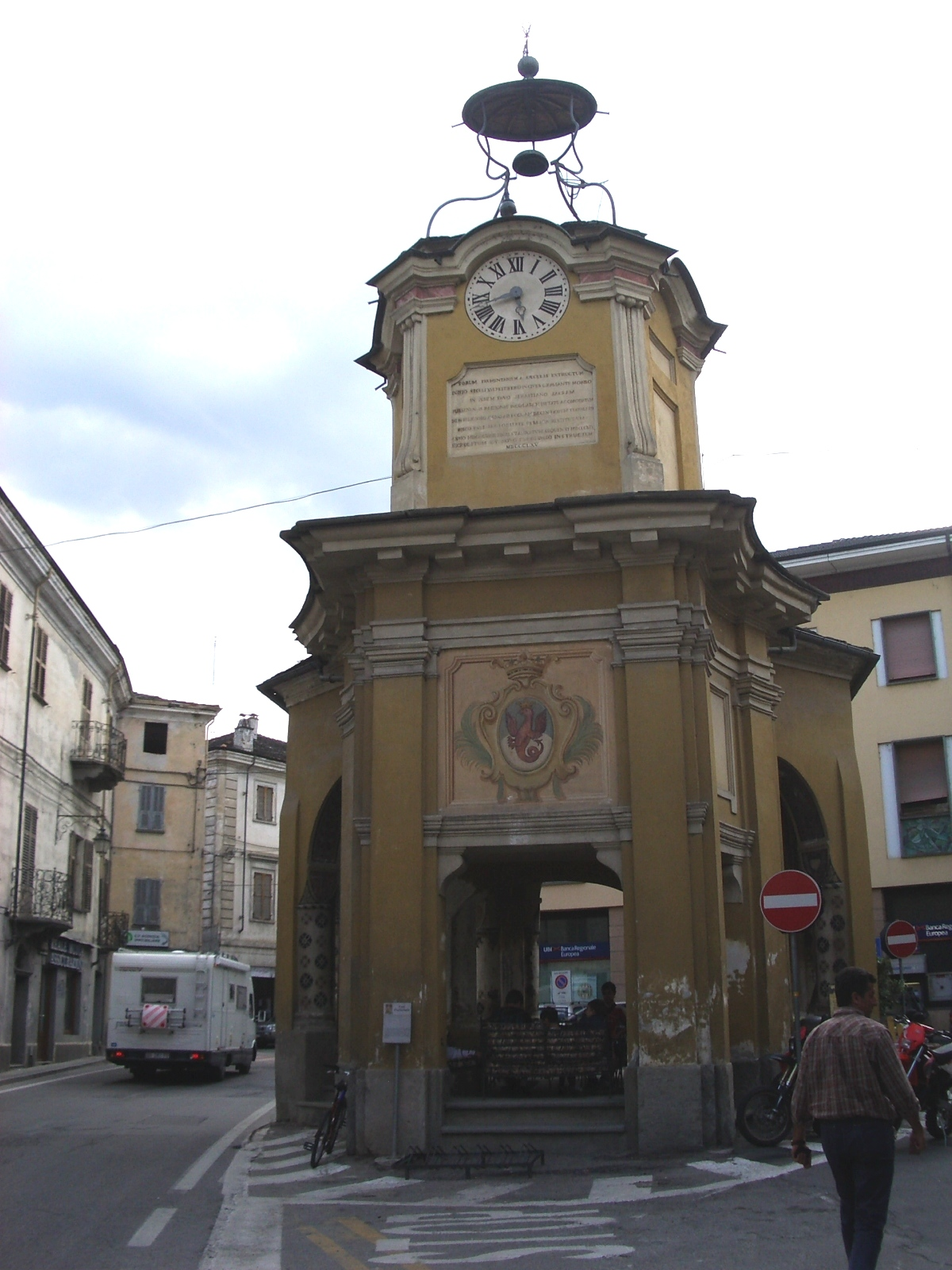
Az egykori gabona- és szardellapiaci vásárcsarnok
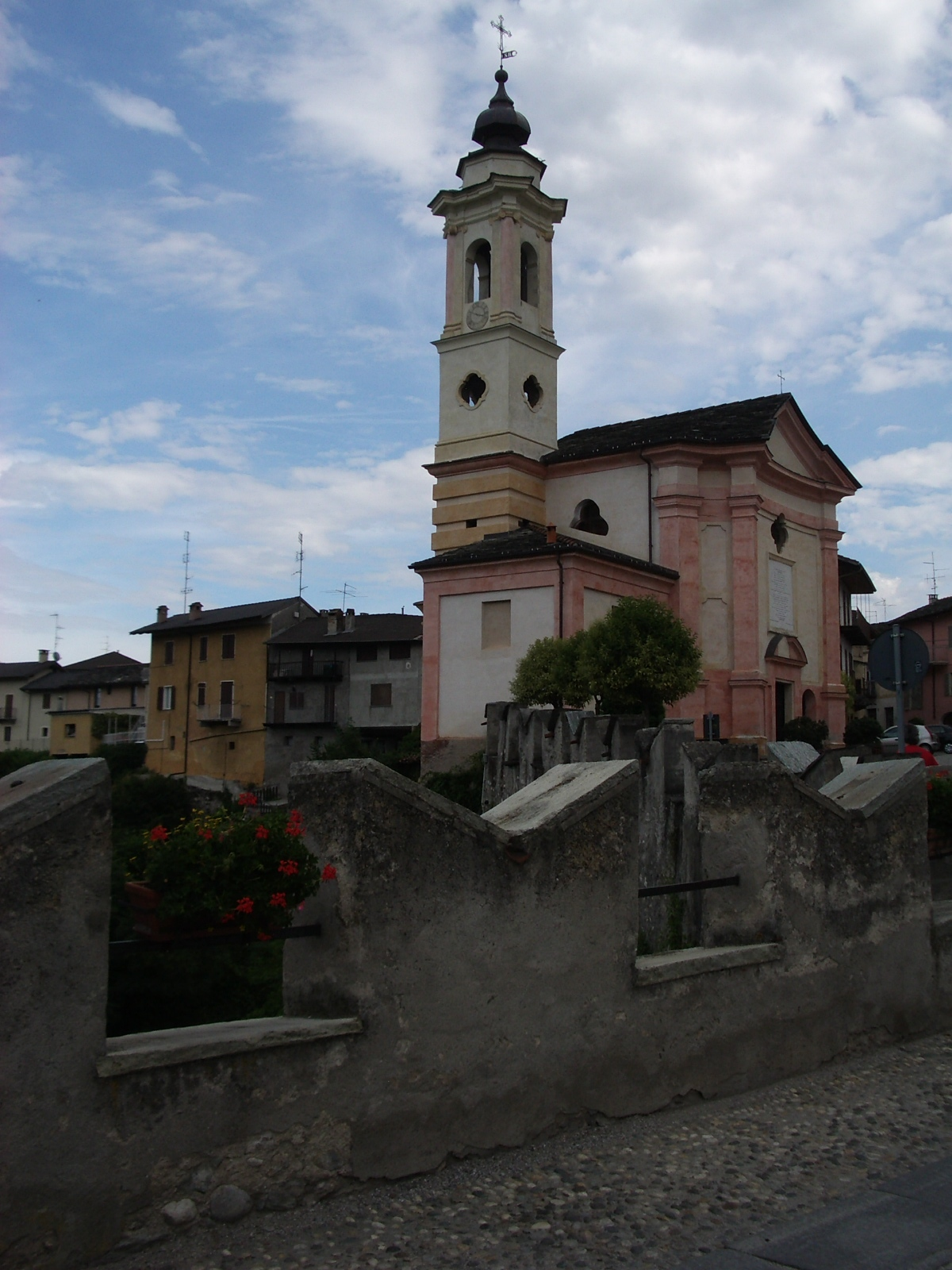
Santa Brigida templom
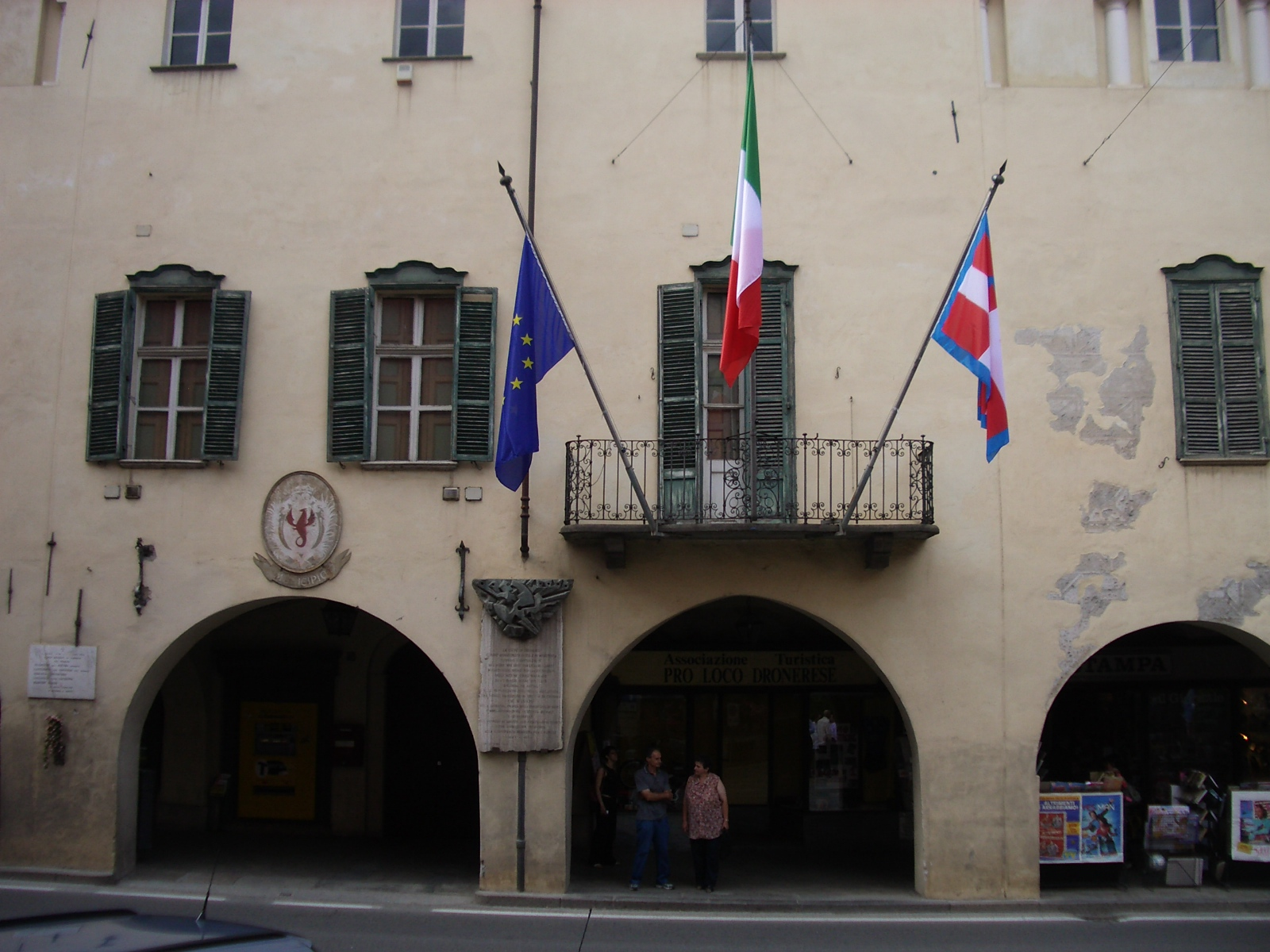
A városháza és középkori árkádok
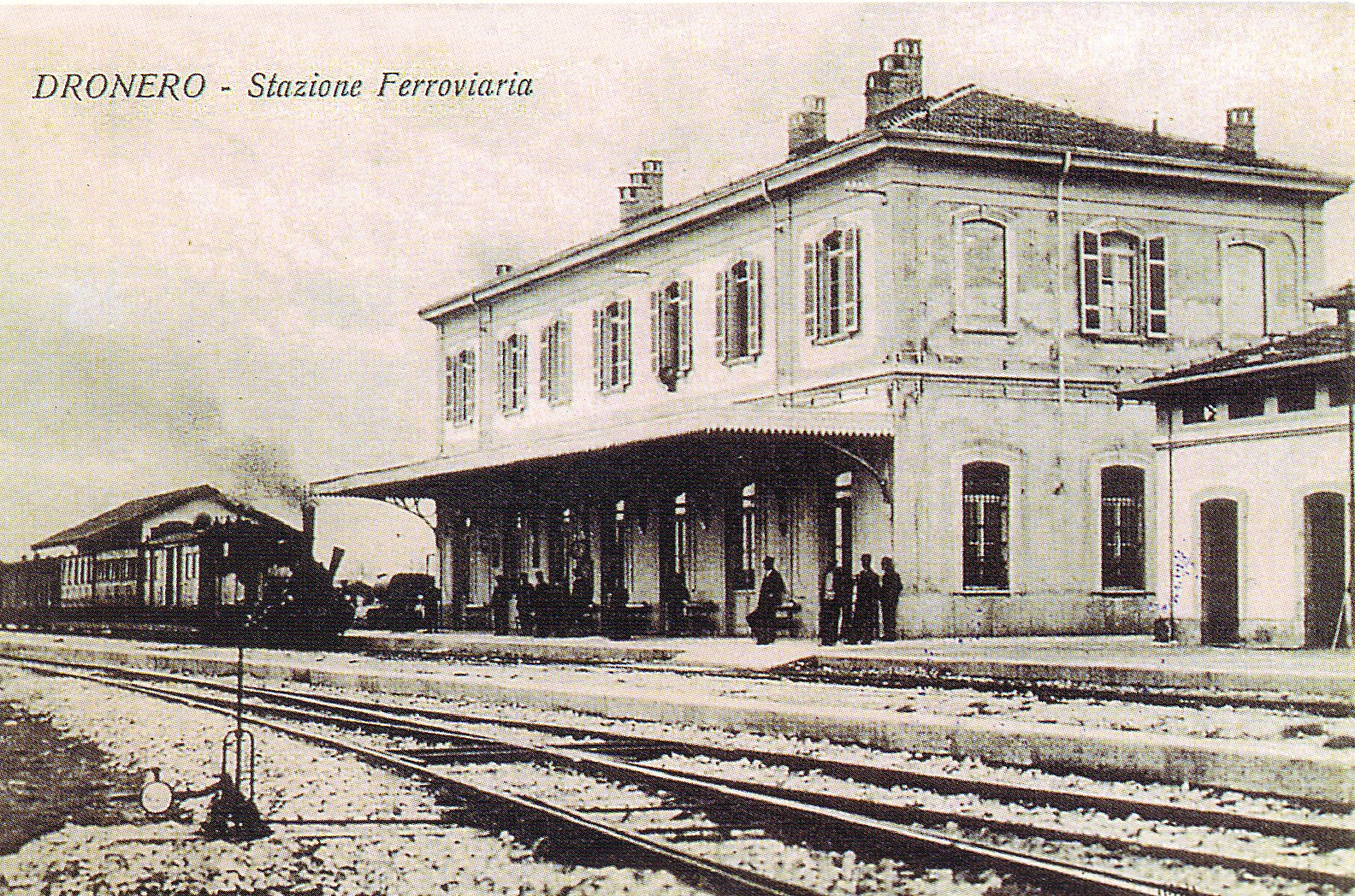
A vasútállomás a 20. század elején
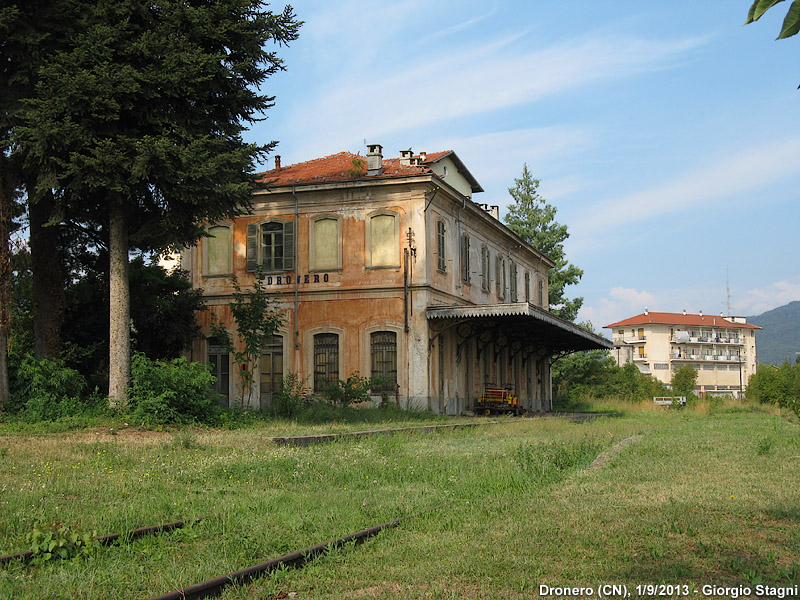
Dronero régi vasútállomása
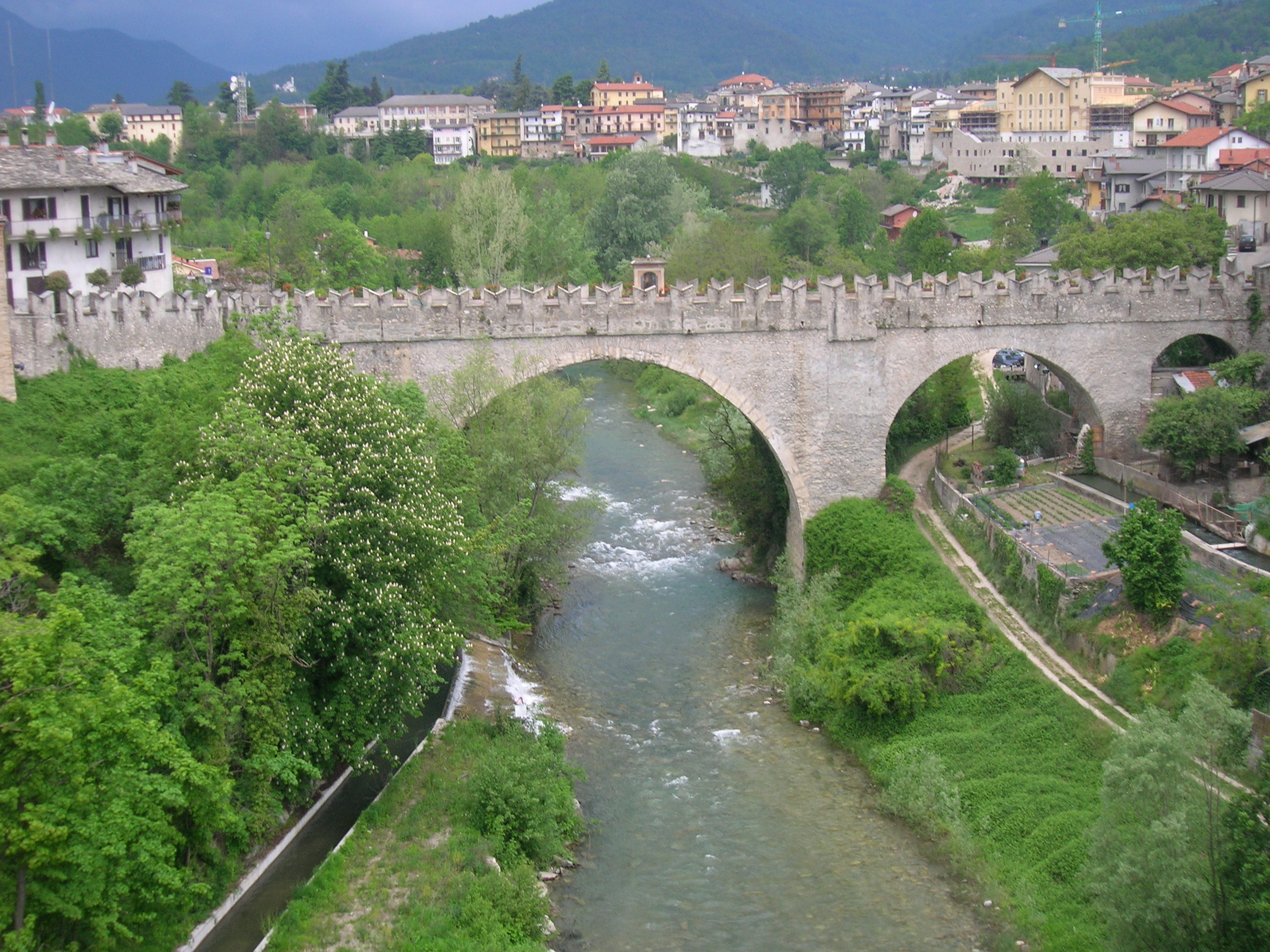
A híd
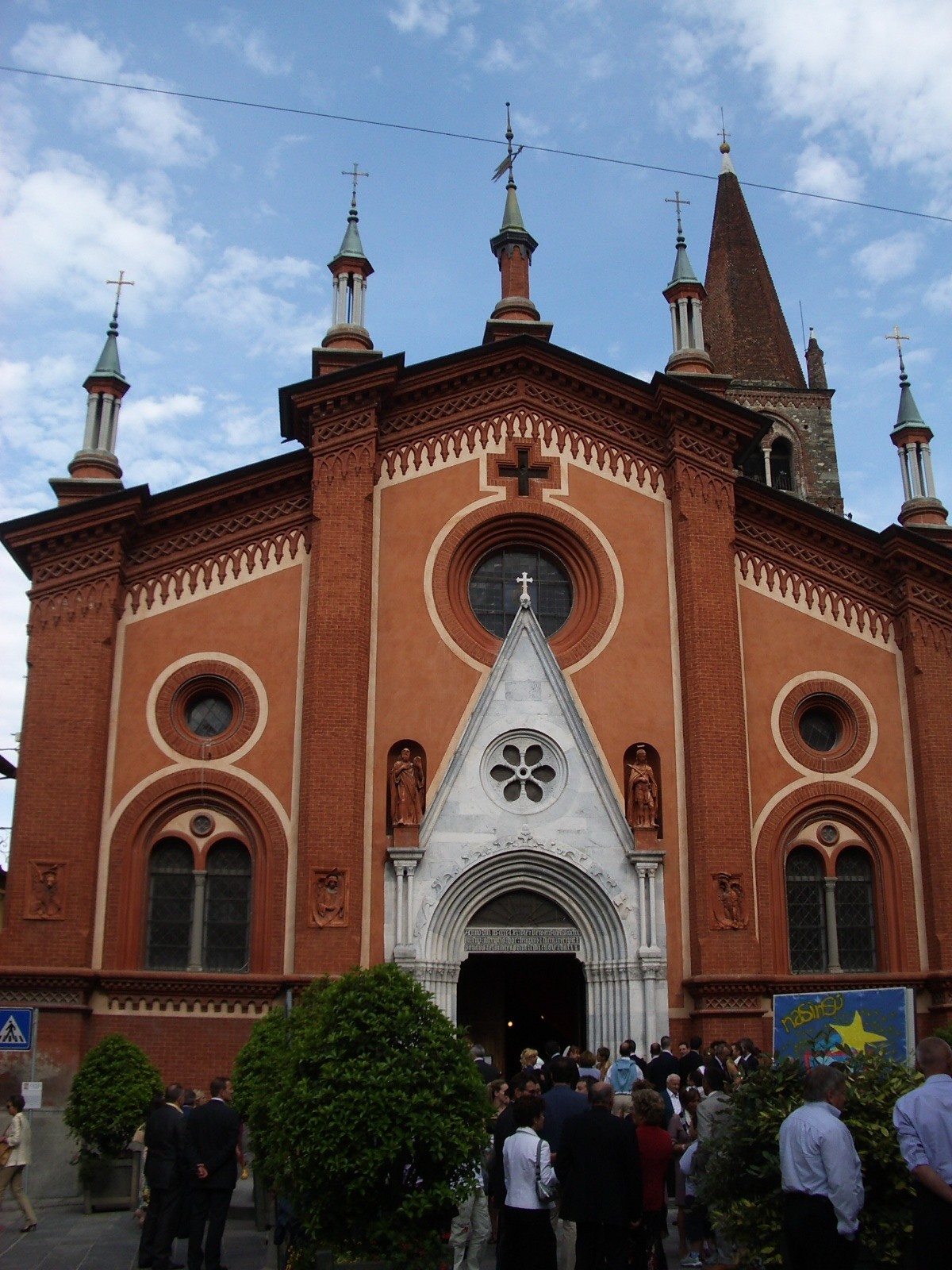
A Santi Andrea e Ponzio templom

## Közlekedés
A Busca-Dronero vasútvonalat 1912. szeptember 20-án nyitották meg, amely összekötötte a várost a Savigliano–Saluzzo–Cuneo-vasútvonallal. A vonalat 1966-ban lezárták a személyforgalom elől, a teherforgalom számára azonban 1982-ig nyitva maradt. A 2000-es években egy turisztikai célú újranyitás meghiúsult. Az állomást felújították, és tervezik, hogy találkozóhellyé alakítják át.